# Rondemeer
Het Rondemeer was een veenmeertje of meerstal te Jonkersvaart in de Nederlandse provincie Groningen. Het was 2,5 hectare groot. Rond 1800 was het al droog gevallen.